# Котыра
Котыра (укр. Котира) — село в Локницкой сельской общине Варашского района Ровненской области Украины.
До 2020 года входило в Заречненский район.
Население по переписи 2001 года составляло 112 человек. Почтовый индекс — 34013. Телефонный код — 3632. Код КОАТУУ — 5622284003.